# Le Sappey
Pour les articles homonymes, voir Sappey.
Ne doit pas être confondu avec Le Sappey-en-Chartreuse.
Le Sappey est une commune française située dans le département de la Haute-Savoie, en région Auvergne-Rhône-Alpes.

## Géographie
Le territoire du Sappey est situé entre Annecy et Genève, sur le Salève, à 8 km de Cruseilles. Il dispose d'une très belle vue sur les Alpes, en particulier sur le massif du Mont-Blanc.
La commune est constituée d'une quinzaine de hameaux : les Noyers, chez Floret, Clarnant, Cornillon, le Chef-lieu, Francelet, chez Dianet, la Thouvière, le Bouchet, Martenant, Chez Fauraz, chez Bolliet, Grange Gal, Vers la Grange et Chez Boget.

## Urbanisme

### Typologie
Au 1er janvier 2024, Le Sappey est catégorisée commune rurale à habitat dispersé, selon la nouvelle grille communale de densité à sept niveaux définie par l'Insee en 2022.
Elle est située hors unité urbaine. Par ailleurs la commune fait partie de l'aire d'attraction de Genève - Annemasse (partie française), dont elle est une commune de la couronne,. Cette aire, qui regroupe 158 communes, est catégorisée dans les aires de 700 000 habitants ou plus (hors Paris),.

### Occupation des sols
L'occupation des sols de la commune, telle qu'elle ressort de la base de données européenne d’occupation biophysique des sols Corine Land Cover (CLC), est marquée par l'importance des forêts et milieux semi-naturels (64,9 % en 2018), une proportion sensiblement équivalente à celle de 1990 (65,1 %). La répartition détaillée en 2018 est la suivante : 
forêts (59,3 %), prairies (18,2 %), zones agricoles hétérogènes (16,5 %), milieux à végétation arbustive et/ou herbacée (5,6 %), zones urbanisées (0,4 %).
L'IGN met par ailleurs à disposition un outil en ligne permettant de comparer l’évolution dans le temps de l’occupation des sols de la commune (ou de territoires à des échelles différentes). Plusieurs époques sont accessibles sous forme de cartes ou photos aériennes : la carte de Cassini (XVIIIe siècle), la carte d'état-major (1820-1866) et la période actuelle (1950 à aujourd'hui).

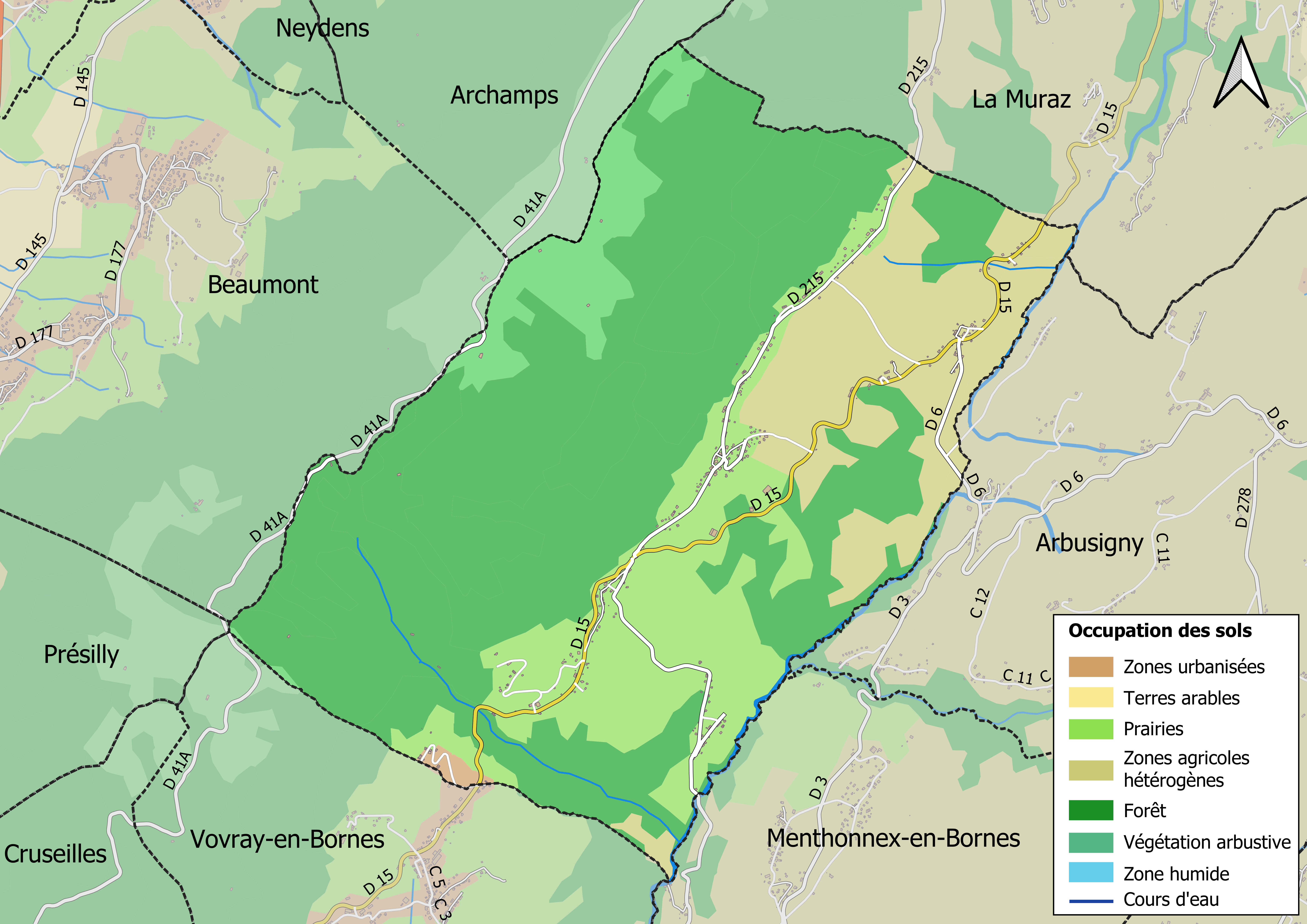
Carte des infrastructures et de l'occupation des sols en 2018 (CLC) de la commune.
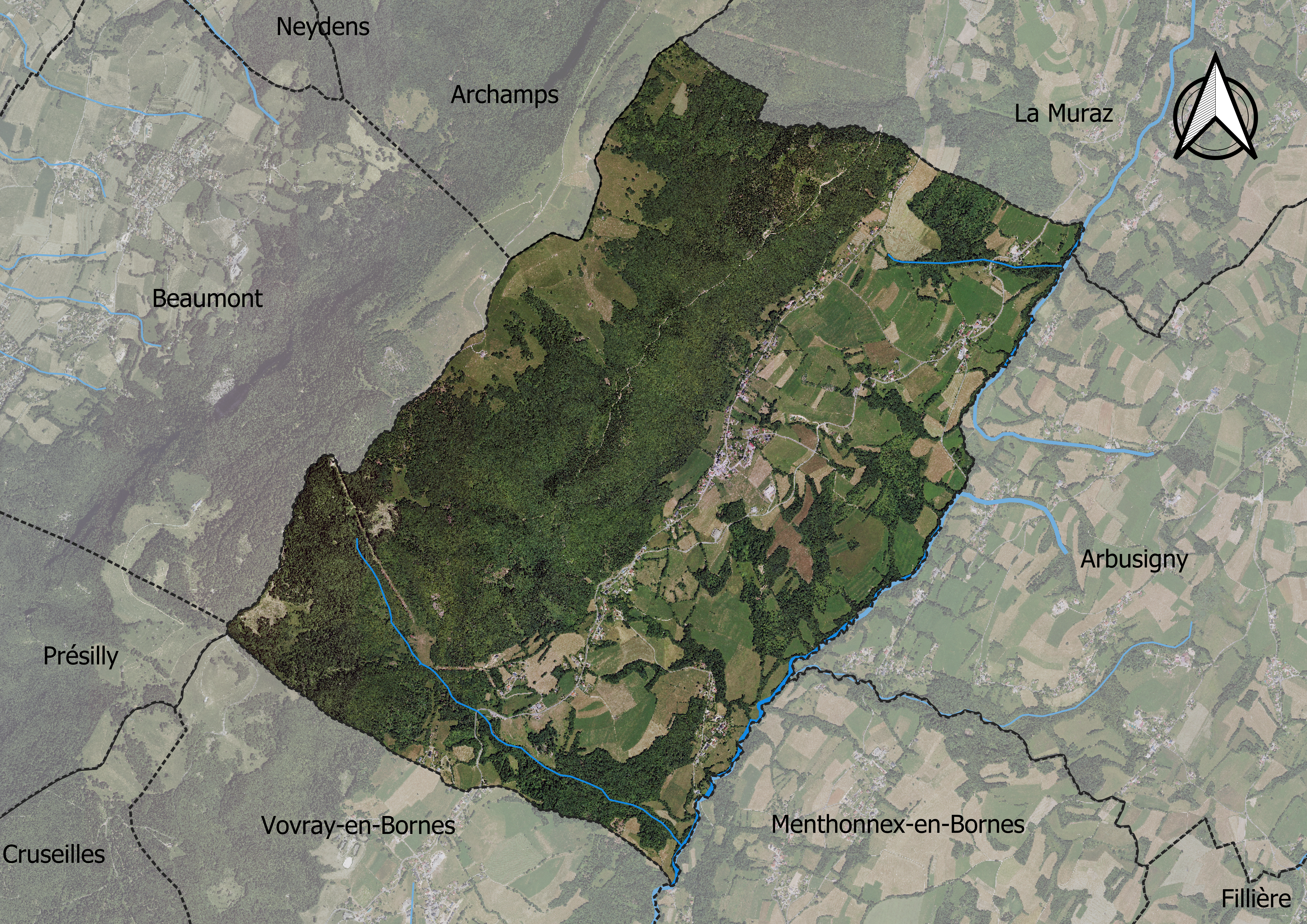
Carte orthophotogrammétrique de la commune.

## Toponymie
La première mention, Cura de Sapeto, remonte vers 1344,.
Le nom de la commune provient de sapé/sapet, désignant le lieu où il y a des sapins ou sapinière,.
En francoprovençal, le nom de la commune s'écrit L Sapè, selon la graphie de Conflans.

## Politique et administration

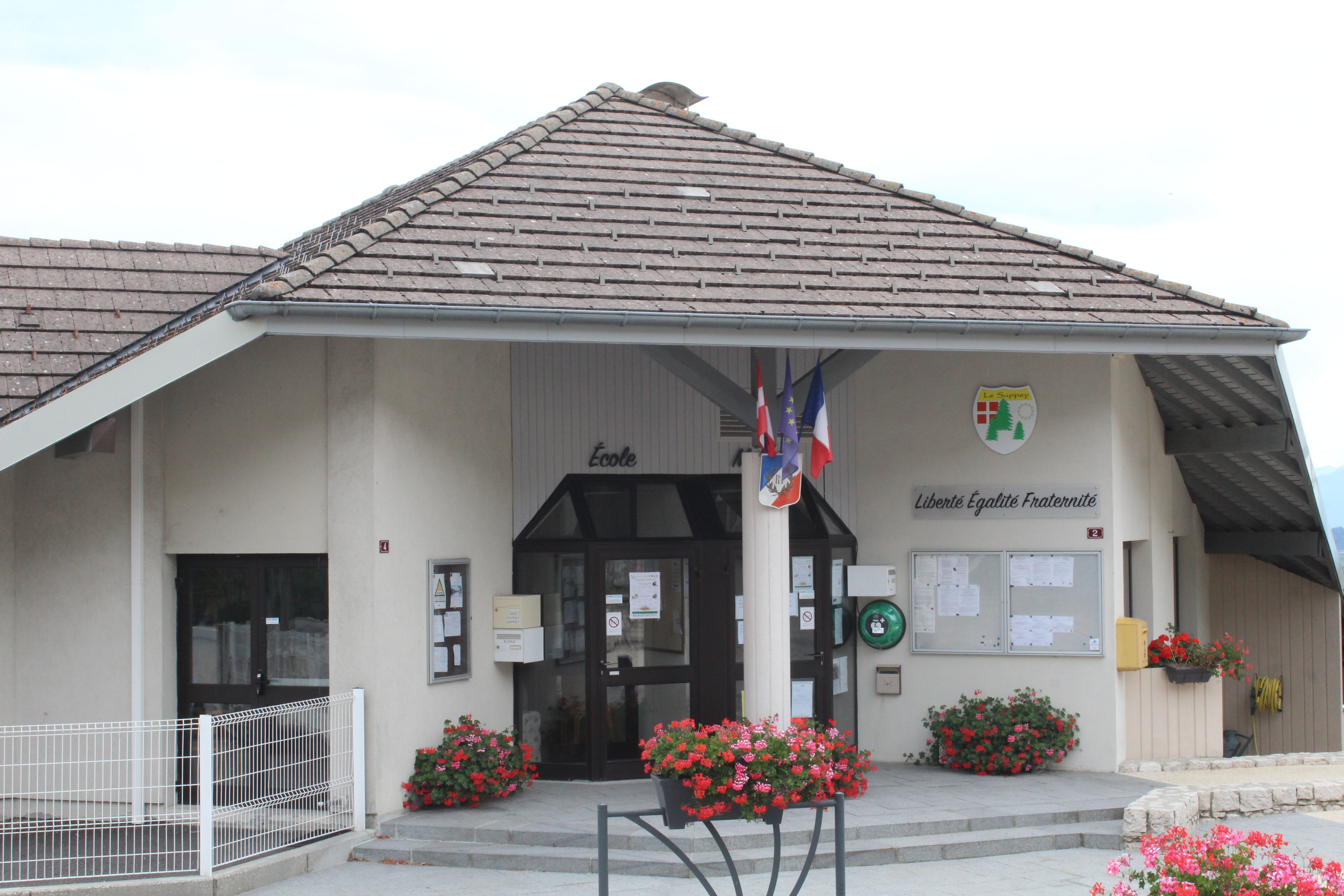
Mairie.

### Situation administrative
La commune du Sappey appartient, depuis 2015, au canton de La Roche-sur-Foron, qui compte selon le redécoupage cantonal de 2014 27 communes. Elle appartenait auparavant au canton de Cruseilles.
La commune est membre, avec douze autres, de la communauté de communes du Pays de Cruseilles.

### Liste des maires
| Période                                  | Période  | Identité   | Étiquette | Qualité |
| ---------------------------------------- | -------- | ---------- | --------- | ------- |
| mars 2001                                | En cours | Pierre Gal | ...       | ...     |
| Les données manquantes sont à compléter. |          |            |           |         |

La commune est membre de la communauté de communes du Pays de Cruseilles.

## Population et société

### Démographie
Ses habitants sont appelés les Sappeyans.
L'évolution du nombre d'habitants est connue à travers les recensements de la population effectués dans la commune depuis 1793. Pour les communes de moins de 10 000 habitants, une enquête de recensement portant sur toute la population est réalisée tous les cinq ans, les populations de référence des années intermédiaires étant quant à elles estimées par interpolation ou extrapolation. Pour la commune, le premier recensement exhaustif entrant dans le cadre du nouveau dispositif a été réalisé en 2005.

En 2022, la commune comptait 463 habitants, en évolution de +14,6 % par rapport à 2016 (Haute-Savoie : +6,01 %, France hors Mayotte : +2,11 %).
| 1793 | 1800 | 1806 | 1822 | 1838 | 1848 | 1861 | 1866 | 1872 |
| ---- | ---- | ---- | ---- | ---- | ---- | ---- | ---- | ---- |
| 339  | 341  | 345  | 404  | 537  | 519  | 500  | 525  | 543  |

| 1876 | 1881 | 1886 | 1891 | 1896 | 1901 | 1906 | 1911 | 1921 |
| ---- | ---- | ---- | ---- | ---- | ---- | ---- | ---- | ---- |
| 524  | 511  | 505  | 522  | 505  | 506  | 528  | 528  | 450  |

| 1926 | 1931 | 1936 | 1946 | 1954 | 1962 | 1968 | 1975 | 1982 |
| ---- | ---- | ---- | ---- | ---- | ---- | ---- | ---- | ---- |
| 432  | 383  | 415  | 408  | 327  | 238  | 218  | 190  | 172  |

| 1990 | 1999 | 2005 | 2006 | 2010 | 2015 | 2020 | 2022 | - |
| ---- | ---- | ---- | ---- | ---- | ---- | ---- | ---- | - |
| 284  | 333  | 378  | 375  | 372  | 407  | 446  | 463  | - |

### Médias
La commune édite un journal municipal, Bulletin Sappey'tille (no 1 - sept. 2008). Il est également possible de le consulter sur le site de la ville.

#### Radios et télévisions
La ville est couverte par des antennes locales de radios dont France Bleu Pays de Savoie, ODS radio, Radio Semnoz… Enfin, la chaîne de télévision locale TV8 Mont-Blanc diffuse des émissions sur les pays de Savoie. Régulièrement l'émission La Place du village expose la vie locale. France 3 et sa station régionale France 3 Alpes, peuvent parfois relater les faits de vie de la commune.

#### Presse et magazines
La presse écrite locale est représentée par des titres comme Le Dauphiné libéré, L'Essor savoyard, Le Messager - édition Genevois, le Courrier savoyard.

## Culture et patrimoine

### Lieux et monuments
- Église Sainte-Consorce[16],[17].

### Héraldique
| Armes de Le Sappey | Les armes du Sappey se blasonnent ainsi : D'argent au franc-quartier de gueules à la croix d'argent, sénestré d'une couronne de douze étoiles d'or; à trois sapins de sinople mal ordonnés, brochant sur le tout. |